# Giuseppe Cucchi
Giuseppe Cucchi (Ancona, 3 luglio 1940) è un generale italiano, ex direttore del DIS.

## Biografia
Figlio di Aldo Cucchi, deputato comunista.
Ex-allievo della Scuola Militare Nunziatella di Napoli, entra all'Accademia militare di Modena Ufficiale di Artiglieria, dopo aver frequentato la Scuola di Guerra dell'Esercito Italiano e quella francese, frequenta anche il Centro Alti Studi per la Difesa. Dopo aver comandato diversi reparti nel 4º Corpo d'armata alpino, nel 1985 è addetto militare all'ambasciata italiana in Egitto.
Dal 1991 al 1997 è stato direttore del Centro Militare di Studi Strategici, e fino al 1999 è stato consigliere militare del Presidente del Consiglio dei ministri durante il primo governo Prodi e il primo governo D'Alema. In seguito è stato rappresentante militare italiano della rappresentanza italiana presso la NATO.
Generale di Corpo d'Armata, dal marzo 2000 ha ricoperto l'incarico di rappresentante militare italiano presso l'Unione europea, con Romano Prodi.
Nel maggio del 2006 è stato nominato consigliere del Ministro della difesa Arturo Parisi, e dal novembre dello stesso anno è segretario generale del CESIS. Dal 21 novembre 2006 al 1º agosto 2007 è nominato direttore del Dipartimento delle informazioni per la sicurezza, sostituito poi da Gianni De Gennaro.
È direttore dell'Osservatorio scenari strategici e di sicurezza del centro ricerche Nomisma di Bologna .
Dal 2019 è membro del Comitato Scientifico della rivista di geopolitica Eastwest.